# Condecorações e distinções honoríficas da Catalunha
As condecorações e distinções honoríficas da Catalunha são um meio de recompensa a pessoas singulares ou coletivas, nacionais ou estrangeiras, que premeiam a coragem, proeza, ou serviços extraordinários para a Catalunha ou num campo específico.  

## Generalidade da Catalunha
A Generalidade da Catalunha atribui presentemente as seguintes distinções: 
- Medalha de Ouro da Generalidade da Catalunha, desde 1978
- Creu de Sant Jordi, desde 1981
- Prêmio Internacional Catalunha, desde 1989
- Prémio Ramon Margalef de Ecologia, desde 2004
- Prémio Blanquerna, desde 1993
- Prémios Nacionais de Comunicação, desde 1999

- Medalha e Placa de Trabalho Presidente Macià de mérito laboral, desde 1938 [2]
- Medalhas e Placas Narcís Monturiol de Ciência e Tecnologia, desde 1994 [3]
- Medalhas Josep Trueta de mérito médico e de saúde, desde 1997 [4]

## Parlamento da Catalunha
- Medalha de Honra do Parlamento da Catalunha, desde o ano 2000 [5]

## Câmaras Municipais
- Medalha de Honra de Barcelona, desde 1997 [6]
- Ordem do Machado, Câmara de Tortosa, instituída pelo Conde Raimundo Berengário IV de Barcelona em 1149 [7]

## Ciências, Artes e Letras

### Letras
- Prêmio Sant Jordi de romance, desde 1947, outorgado pela Enciclopédia Catalana e Òmnium Cultural. [8]
- Prémio de Honra das Letras Catalãs (Premi d'Honor de les Lletres Catalanes em catalão), desde 1969, outorgado pela Òmnium Cultural. [9]
- Prémio de literatura catalã Ramon Llull, desde 1981, outorgado pela Editorial Planeta. [10]

### Ciências
- Prémio Nacional de Investigação, outorgado pela Fundação Catalã para a Investigação e Inovação. [11][12]

## Mossos d'Esquadra
A Polícia da Catalunha atribui presentemente as seguintes distinções:
- Medalha de ouro, com distintivo de cor vermelha (a título individual para recompensar as seguintes atuações policiais):

Como consequência de um ato de serviço com resultado de morte.
Como consequência de um ato de serviço com resultado de mutilações ou feridas graves que derivem numa incapacitado total.
- Medalha de prata (a título individual):

Como consequência de um ato de serviço com resultado de mutilação ou feridas graves das quais não se derive a incapacitado total (distintivo cor vermelha).
Ter uma atuação exemplar e extraordinária ou que represente um grande risco, ou notável pelo cumprimento de serviços de reconhecida importância, da qual derive prestígio para o Corpo de Mossos d'Esquadra (distintivo cor azul).
- Medalha de bronze (a título individual ou coletivo):

Resultar lesionado como consequência de um ato de serviço, sempre que não tenha existido imprudência, imperícia ou caso fortuito (distintivo vermelho).
Ter realizado com risco ou perigo pessoal atuações abnegadas de reconhecido valor que demonstrem mérito para o Corpo de Mossos d'Esquadra (distintivo azul).
Destacar no cumprimento das suas obrigações profissionais ou realizar estudos profissionais ou cientistas de carácter policial que comportem prestígio para oCorpo de Mossos d'Esquadra (distintivo azul).
- Placas comemorativasReferências

1. ↑  «Premis». Departament de la Presidència (em catalão). Consultado em 8 de fevereiro de 2019
2. ↑  «Medalla i Placa al Treball President Macià». Treball (em catalão). Consultado em 8 de fevereiro de 2019
3. ↑  «Govern.cat - Generalitat de Catalunya». Govern.cat. Consultado em 8 de fevereiro de 2019
4. ↑  «Medalles i plaques Josep Trueta de la Generalitat». ASPB - Agència de Salut Pública de Barcelona (em catalão). Consultado em 8 de fevereiro de 2019
5. ↑  Catalunya, Parlament de. «El Parlament lliurarà la Medalla d'Honor als Mossos d'Esquadra, als serveis d'emergències, a la Guàrdia Urbana de Barcelona i a la Policia Local de Cambrils». Parlament de Catalunya (em catalão). Consultado em 8 de fevereiro de 2019
6. ↑  «L'Ajuntament lliura les Medalles d'Honor de Barcelona 2018 : Servei de Premsa». ajuntament.barcelona.cat. Consultado em 8 de fevereiro de 2019
7. ↑  M'agrada, Catalunya. «Saps per què les dones tortosines es distingeixen amb una atxa?». Catalunya M'agrada (em inglês). Consultado em 8 de fevereiro de 2019
8. ↑  «Bases i premis (Nit de Santa Llúcia)». Òmnium Cultural (em catalão). Consultado em 9 de fevereiro de 2019
9. ↑  «El premi d'honor». Òmnium Cultural (em catalão). Consultado em 9 de fevereiro de 2019
10. ↑  «Rafel Nadal guanya el premi Ramon Llull 2019». Ara.cat (em catalão). 25 de janeiro de 2019. Consultado em 9 de fevereiro de 2019
11. ↑  «La cosmòloga italiana Licia Verde guanya el Premi Nacional de Recerca 2018». www.fundaciorecerca.cat. Consultado em 9 de fevereiro de 2019
12. ↑  «El president de la Generalitat, Quim Torra, lliura els Premis Nacionals de Recerca 2017». www.fundaciorecerca.cat. Consultado em 9 de fevereiro de 2019
13. ↑  «Distincions que la Policia de la Generalitat». Mossos d'Esquadra (em catalão). Consultado em 8 de fevereiro de 2019
14. ↑  Press, Europa (23 de outubro de 2018). «Els Mossos lliuren les medalles del 2017 entre aquest dimarts i dimecres». aldia.cat. Consultado em 8 de fevereiro de 2019